# 西田耕三 (国文学者)
西田 耕三（にしだ こうぞう、1942年(昭和17年) - ）は、日本の国文学者。

## 人物・来歴
石川県生まれ。東京大学文学部哲学科卒。横浜市役所勤務ののち、東京都立大学大学院博士課程中退。熊本大学教養部助教授、教授、2000年近畿大学文芸学部教授。08年『主人公の誕生』でやまなし文学賞受賞。2011年退職。近世文学、中世文学を研究。

## 著書
- 『生涯という物語世界　説経節』世界思想社、1993
- 『主人公の誕生　中世禅から近世小説へ』ぺりかん社、2007
- 『人は万物の霊　日本近世文学の条件』森話社、2007
- 『近世の僧と文学　妙は唯その人に存す』ぺりかん社、2010
- 『怪異の入口 　近世説話雑記』森話社、2013
- 『啓蒙の江戸　江戸思想がよびおこすもの』ぺりかん社、2017
- 『八犬伝をみちびく糸　馬琴と近世の思考』ぺりかん社、2021
- 『なつかしい近代文学　江戸を視野に入れて』文学通信、2025

### 編著
- 『仏教説話集成』1-2 校訂　国書刊行会 叢書江戸文庫、1990-98
- 『仮名草子話型分類索引』共編 若草書房、2000
- 『元禄文学を学ぶ人のために』井上敏幸、上野洋三共編 世界思想社、2001

## 参考
- [ISBN　978-4-86405-046-3]